# Soyouz 13
Le vol spatial Soyouz 13 s'est déroulé du 18 au 26 décembre 1973.

## Équipage
Les nombres entre parenthèses indiquent le nombre de vols spatiaux effectués par chaque individu jusqu'à cette mission incluse.
| Équipage principal                    | Équipage doublure                     |
| ------------------------------------- | ------------------------------------- |
| Pyotr Klimuk (1) Valentin Lebedev (1) | Lev Vorobiev (0) Valeri Yazdowsky (0) |

Klimouk est le tout premier cosmonaute d'origine biélorusse.
À l'origine, Vitali Sevastianov devait l'accompagner mais il a été écarté du vol car de taille trop grande pour les nouveaux sièges du Soyouz.
Par la suite, des dispositions seront prises pour éviter ce problème et Sevastianov reprendra le chemin de l'espace trois ans plus tard avec Klimouk.

## Contexte
De mai 1973 à février 1974, les Américains mènent le programme Skylab, à vocation scientifique. Trois équipages se succèdent, effectuant respectivement des vols de un, deux et trois mois et battant à ces occasions les records de durée. Le vol Soyouz 13 intervient pendant la troisième occupation de Skylab. Pour la première fois, donc, un équipage américain et un équipage soviétique évoluent simultanément dans l'espace.
Comme ils l'ont été dans la course à la Lune quatre ans plus tôt, les Soviétiques sont devancés dans le domaine des stations spatiales. Certes, en juin 1971, ils ont lancé la toute première station au monde, Saliout 1, mais l'équipage n'en est pas revenu vivant, à cause d'un problème de dépressurisation de la cabine lors du retour sur Terre. Et depuis plus de deux ans, ils sont quasiment absents dans l'espace. Trois mois plus tôt, s'est certes déroulée la mission Soyouz 12 mais elle n'a duré que deux jours et le vaisseau n'a pu s'amarrer à aucune station : le dernier Saliout disponible a été détruit en vol avant la première mission Skylab, en mai (sous le nom de Cosmos-557), et le prochain, Saliout 3, ne sera lancé qu'en juin 1974. La situation n'a donc pas évolué depuis le vol Soyouz 12.
Plutôt que d'abandonner toute activité durant la mise en service de la prochaine station, les responsables du programme spatial soviétique ont décidé que l'équipage de Soyouz 13 effectuerait à nouveau un vol "en solitaire", une mission scientifique, même si celle-ci doit être de courte durée en comparaison des missions Skylab. Cette mesure est d'autant plus importante que, l'année précédente, Soviétiques et Américains ont signé un accord portant sur la réalisation d'un vol commun, prévu pour 1975. Rester inactifs jusque là est inenvisageable pour les dirigeants soviétiques.

## Objectifs de la mission
L'objectif principal est d'ordre scientifique. Il porte essentiellement sur des expériences en astronomie. À cet effet, un télescope UV, baptisé Orion-2, occupe la place normalement réservée au dispositif d'amarrage.
À la différence de Soyouz 12, le vaisseau dispose de panneaux solaires. Seule cette source énergétique peut en effet lui assurer une autonomie de huit jours (au lieu de deux, sans les panneaux).
Les Soviétiques gardant par ailleurs en mémoire la tragédie de Soyouz 11, en juin 1971, ce vol sert également de quatrième test de qualification de la nouvelle version du Soyouz, après Cosmos 573 (inhabité, en juin), Soyouz 12 (en septembre) et Cosmos 613 (inhabité et lancé un mois plus tôt, le 30 novembre).
Mais comme ils restent extrêmement discrets sur leurs activités dans l'espace et que la plupart de ces informations ne seront révélées qu'une quinzaine d'années plus tard, lors de la glasnost, quelques experts estimeront à l'époque que l'équipage tenterait une jonction avec Cosmos 613. En réalité, ce vaisseau restera une soixantaine de jours en orbite afin de mesurer la résistance des Soyouz dans le vide cosmique ; ceci avant que des équipages ne soient engagés dans des vols de longue durée sur les prochaines stations Saliout.

## Déroulement de la mission
L'essentiel des activités de l'équipage porte sur l'utilisation du télescope Orion-2 : il prend environ 10 000 spectrogrammes, sur lesquels on pourra déceler par la suite 3 000 étoiles de 12ème grandeur.
Klimouk et Lebedev n'en restent pas là : ils utilisent le spectrographe RSS-2 pour des études géophysiques, étudient la circulation du sang dans le cerveau (Levkoï-3) et réalisent également des expériences biologiques (serre, Oasis-2, Chlorelle et lentilles d'eau).

## Paramètres de la mission
- Périgée : 188 km
- Apogée : 247 km
- Période : 88.8 minutes